# Jabłunycia
Jabłunycia (ukr. Яблуниця) – wieś na Ukrainie, w obwodzie czerniowieckim, w rejonie putylskim. Położona nad Białym Czeremoszem, za którym znajduje się bliźniacza miejscowość Jabłonica. Miejscowość liczy 744 mieszkańców. 
W okresie dwudziestolecia miejscowość znajdowała się w składzie Rumunii. W miejscowości było położone polsko-rumuńskie przejście graniczne.